# Anneliese Felsenstein
Anneliese Felsenstein (geboren als Anneliese Fritz am 23. Januar 1918 in Wien, Österreich-Ungarn; gestorben am 25. Januar 1981 in Wien) war eine österreichische Schriftstellerin. Sie war mehrfach verheiratet und hieß auch Anneliese Spira und Anneliese Fritz-Eulau.

## Leben
Anneliese Fritz besuchte die Akademie für Musik und darstellende Kunst in Wien. Sie heiratete den Regisseur Walter Felsenstein, sie hatten den Sohn Wolfgang Felsenstein. Nach dem Anschluss Österreichs musste sie als Jüdin das Studium abbrechen. Sie floh 1938 gemeinsam mit Walter Felsenstein in die Schweiz, wo sie in der Flüchtlingshilfeorganisation Kulturgemeinschaft der Emigranten in Zürich arbeitete und für die Exilzeitschrift Über die Grenzen schrieb. 1945 veranstaltete der gerade gegründete Schutzverband deutscher Schriftsteller in der Schweiz seinen ersten Lyrikabend, und Jo Mihaly schrieb eine Einführung zu Anneliese Fritz’ Gedichten. Sie kehrte 1946 mit ihrem zweiten Ehemann Günter Eulau nach Österreich zurück und arbeitete bis 1950 als Leiterin der Musikabteilung der Musikreferentin Russischen Stunde der RAVAG, für die sie auch Hörspiele schrieb.
Ab 1946 war sie Mitglied der Kommunistischen Partei Österreichs, nach der Niederschlagung des Ungarischen Volksaufstands 1956 trat sie aus der Partei aus und distanzierte sich deutlich vom Kommunismus.
Felsenstein schrieb Gedichte, Dramen und Essays und übersetzte Opernlibretti aus dem Französischen und Ungarischen. Der 1963 veröffentlichte Gedichtzyklus Die Schrecknisse des Krieges: Ein Gedichtzyklus zu Radierungen Francisco de Goyas entstand zwischen 1942 und 1944, die Widmung lautete Dem Andenken meiner Mutter – allen Müttern gewidmet.

## Schriften (Auswahl)
- Gedichte. Zürich: Sensenverlag, 1942
- Anneliese Fritz: Beitrag in: Gesang auf dem Wege : Gedichte. Affoltern : Aehren, 1945
- Anneliese Fritz-Eulau: Pablo der Indio. Jugendstück. Berlin: Aufbau-Bühnen-Vertrieb, 1954. Bühnenmanuskript
- Anneliese Fritz-Eulau: Die Zauberflöte: Ein Jugendroman um Mozart, seine Märchenoper und drei Wiener Kinder von heute. Illustrationen Oskar Zimmermann. Wien: Globus 1955
- Ferenc Farkas: Szent János Kútja (1945/46) Lirikus kantáta = Der Sankt-Johannes-Brunnen : nach Gedichten v. Jenő Dsida. Dt. Nachdichtg: Anneliese Eulau-Felsenstein. Budapest : Zeneműkiadó/Editio Musica, 1959
- Daniel in der Löwengrube. Drama, uraufgeführt in Wien 1961
- Die Schrecknisse des Krieges: Ein Gedichtzyklus zu Radierungen Francisco de Goyas. Wien: Europäischer Verlag 1963